# João de Sousa (governador)
João de Sousa (circa 1648 - ) foi capitão-general e governador da Capitania de Pernambuco de 1682 a 1685. Foi homenageado pela Câmara de Olinda, que chegou a pedir que ele ficasse mais três anos no cargo de governador.
Filho de D. Francisco de Sousa, o primeiro Marquês das Minas e sua esposa Eufrásia Filipa de Lima. Casou-se com Maria Nazaré de Lima, condessa de Mesquitella, e tiveram pelo menos um filho, D. Diogo de Sousa.
Era fidalgo ainda moço, imparcial, como demonstra o fato de que mandou executar as sentenças contra o tio homônimo, mestre-de-campo e veterano da guerra holandesa, e honesto, pois em sua residência, cita-se que foi «o governador que leva deste governo menos fazenda», isto é, que comerciou em menor escala ou com menor proveito.